# Tormenta tropical Kompasu

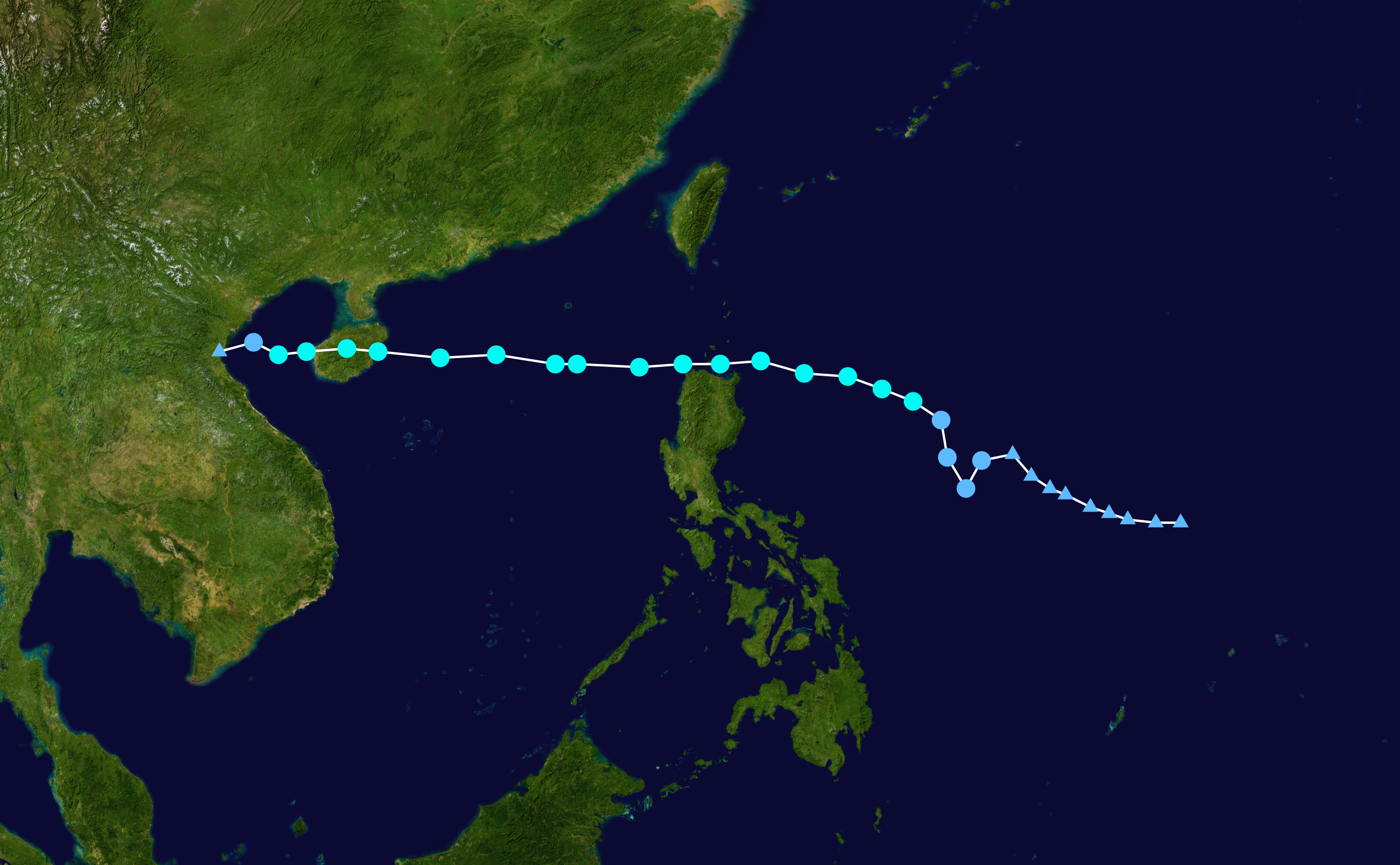
Kompasu 2021 track

La tormenta tropical severa Kompasu, conocida como tifón Kompasu en China y Hong Kong  y como tormenta tropical severa Maring en las Filipinas,  fue un ciclón tropical mortal y destructivo que afectó a Filipinas, Taiwán y el sureste de China. Como parte de la temporada de tifones del Pacífico de 2021, Kompasu se originó en un área de baja presión al este de las islas Filipinas el 6 de octubre. La Agencia Meteorológica de Japón (JMA) lo clasificó como depresión tropical ese día. Un día después, la Administración de Servicios Atmosféricos, Geofísicos y Astronómicos de Filipinas (PAGASA) la clasificó como depresión tropical, nombrándola Maring. El ciclón estaba inicialmente muy desorganizado, compitiendo con otro vórtice, la depresión tropical Nando. Finalmente, Maring se convirtió en dominante y la JMA la reclasificó como tormenta tropical, nombrándola Kompasu. Kompasu tocó tierra en Cagayán, Filipinas, el 11 de octubre, y dos días después, la tormenta tocó tierra en Hainan, China. El ciclón se disipó el 14 de octubre mientras se encontraba sobre Vietnam.

## Efectos
Según el Consejo Nacional de Gestión y Reducción del Riesgo de Desastres (NDRRMC), 40 personas han muerto por la tormenta en lasFilipinas, con 17 desaparecidos. Los daños se estiman en ₱ 4.290 millones, equivalente a $ 84,6 millones de dólares estadounidenses).  En Hong Kong, una persona murió y 21 personas resultaron heridas. La tormenta afectó muchas áreas previamente afectadas por la tormenta tropical Lionrock unos días antes.

## Trayectoria
A las 18:00 UTC del 6 de octubre, la JMA observó que se había formado un área de baja presión incrustada dentro de una gran circulación monzónica al norte de Palaos. El sistema se convirtió en una depresión tropical a las 00:00 UTC del día siguiente. A las 09:00 UTC (17:00 PHT) el 7 de octubre, PAGASA comenzó a emitir su primer boletín para la depresión y le asignó el nombre de Maring .   La JMA también notó la persistencia de otra depresión tropical cercana al noreste, más tarde llamada Nando. Como está incrustado en la misma depresión monzónica y debido a su proximidad, Nando comenzó a fusionarse con Maring y, por lo tanto, formó una circulación bastante amplia y grande. Esto llevó a la JMA a actualizar el sistema general a una tormenta tropical, y fue nombrado Kompasu . Sin embargo, en ese momento, el JTWC todavía consideraba el sistema como dos disturbios separados y emitió TCFA separados más tarde en el día para ambas depresiones, aunque señaló la posibilidad de fusión.   El JTWC luego consideró que todo el sistema se fusionó con su primera advertencia para Kompasu.  A la medianoche del 11 de octubre, la JMA lo convirtió en una tormenta tropical severa, ya que alcanzó buenas características de nubes. A las 12:10 UTC (20:10 PHT) el 11 de octubre, Kompasu tocó tierra en la isla Fuga, Cagayán, Filipinas, como una tormenta tropical severa.  A las 05:00 PHT del 13 de octubre (21:00 UTC del 12 de octubre), el PAGASA emitió su boletín final cuando salió del PAR y continuó hacia la isla de Hainan.  Entre las 03:00 y las 09:00 UTC del 13 de octubre, Kompasu había tocado tierra sobre la costa este de Hainan.   A las 18:00 UTC, la JMA lo rebajó a tormenta tropical, ya que cruzó toda la isla y entró en el Golfo de Tonkín, ya que su convección se había debilitado rápidamente debido al terreno accidentado de la isla.  A las 09:00 UTC del día siguiente, el JTWC emitió su advertencia final seguida de una degradación a depresión tropical, ya que su convección había disminuido y el centro de circulación de bajo nivel se había debilitado significativamente debido a la creciente cizalladura vertical del viento y el aire seco., a pesar de no tocar tierra en el norte de Vietnam.  La JMA emitió su advertencia final después de degradarla a depresión tropical a las 18:00 UTC.

## Preparativos e impacto

### Filipinas
Alrededor de 2000 las personas fueron evacuadas como medida de precaución. El 12 de octubre, los gobiernos de Baguio, Ilocos Sur y Pangasinan cancelaron la escuela y suspendieron el trabajo en las oficinas gubernamentales. Según el Consejo Nacional de Gestión y Reducción del Riesgo de Desastres (NDRRMC), la tormenta afectó a más de 567,062 habitantes de la Región de Ilocos, Valle de Cagayán, Mimaropa, Luzón Central y Región Administrativa de Cordillera en Luzón, así como Caraga en Mindanao. Metro Manila, la región de la capital nacional, también se vio afectada. El Departamento de Obras Públicas y Carreteras informó que 15 carreteras y carreteras nacionales en todo el país estaban intransitables debido a las inundaciones atribuidas a Maring (Kompasu) y la depresión tropical de Nando . El NDRRMC informó que un total de 40 personas murieron y 17 la gente sigue desaparecida. Cinco personas resultaron heridas. De los muertos, nueve personas murieron en deslizamientos de tierra en Benguet y cinco murieron en inundaciones repentinas en Palawan. En La Trinidad, Benguet, tres niños murieron luego de que un deslizamiento de tierra enterrara su casa. En Cagayán, se informaron varios cortes de energía. Alrededor de 200 la gente fue evacuada. Dos personas murieron después de ser arrastradas por las inundaciones y diez personas fueron rescatadas de casas inundadas. La Vicepresidencia envió dos escuadrones para ayudar a los afectados por el temporal en las provincias de La Unión, Cagayán, Isabela y Benguet. Según la NDRRMC, los daños se estiman en ₱ 3,85 mil millones (US $ 75,7 millones). El gobierno de Filipinas también distribuyó ₱ 17,94 millones (US $ 353,418) en artículos de recuperación a las personas afectadas por la tormenta.

### China
El 13 de octubre, fuertes lluvias afectaron a las provincias de Zhejiang, Fujian, Guangdong y Hainan. En Guangdong, un total de 30 ciudades y condados suspendieron las clases, el nivel más alto desde el tifón Mangkhut en 2018. Las fuertes lluvias azotaron Shenzhen, donde se cerraron las obras de construcción y las atracciones turísticas. El puerto de Yantian, uno de los puertos más activos del mundo, fue cerrado, lo que provocó un atasco en el tráfico marítimo.

#### Hong Kong
El Observatorio de Hong Kong (HKO) emitió el No. 8 Gale o Storm Signal durante la aproximación de Kompasu, y lo mantuvo en vigor durante más de 23 horas. Esta fue la señal No. 8 más larga jamás registrada, batiendo el récord de la tormenta tropical Lionrock tres días antes. Generalmente se registraron vientos huracanados de más de 70 km / h en las zonas costeras, con rachas superiores a 100 km/h (62,1 mph) en algunos lugares. El gobierno hongkonés abrió 24 refugios, de los cuales 255 la gente huyó durante la tormenta. El HKO registró vientos sostenidos de 120 km/h (74,6 mph) medida que pasaba el centro de la tormenta. Hubo un total de 72 informes de árboles caídos y 10 informes de inundaciones. Una persona murió y 21 personas resultaron heridas.

#### Hainan
Las autoridades de Hainan cerraron tres puertos y todas las escuelas de Haikou. Se derribaron árboles en Hainan y los bomberos limpiaron los escombros de las carreteras. La tormenta fue la más fuerte que azotó la isla en cinco años.

### En otras partes
La Oficina Central de Meteorología emitió advertencias por fuertes lluvias en las partes norte y este de Taiwán. Se registraron lluvias intensas en numerosas zonas, incluida la zona metropolitana de Taipéi-Keelung. El Departamento Meteorológico de Tailandia había emitido pronósticos de fuertes lluvias para la región superior del Isan del país, pero las lluvias disminuyeron a medida que la tormenta perdió fuerza rápidamente después de tocar tierra en Vietnam.